# Orgilus dreisbachi
Orgilus dreisbachi är en stekelart som beskrevs av Muesebeck 1970. Orgilus dreisbachi ingår i släktet Orgilus och familjen bracksteklar. Inga underarter finns listade i Catalogue of Life.